# Agence nationale des barrages et transferts d’ingénierie et construction
L’Agence nationale des barrages et transferts d’ingénierie et construction(ANBTIC) en arabe : الوكالة الوطنية للسدود و التحويلات للهندسة و الإنشاء, anciennement ANBT créée sous la forme d'un établissement public à caractère administratif algérien en 1985 par le décret no 85-163, est un établissement public à caractère industriel et commercial.

## Missions
L'ANBT est responsable de la mobilisation des ressources en eau afin d'assurer l'alimentation en eau potable et l'irrigation. À cette fin, elle contrôle et surveille les ouvrages de retenu d'eau et les systèmes de transfert visant à maintenir l'approvisionnement continu. L'Agence fournit également des études, notamment sur les réserves d'eau exploitables et la qualité de l'eau.